# Seotaiji and Boys 1
Seotaiji and Boys 1은 서태지와 아이들의 데뷔작인 첫 정규 음반이다.

## 개요
1990년대 초반 대한민국의 음반 시장은 트로트와 팝 발라드 위주였으며, 댄스 음악은 완전한 주류는 아니었다. 하지만 대한민국의 메탈밴드 시나위의 베이시스트 출신 서태지가 주축이 되어 양현석, 이주노와 함께 결성한 팀 ‘서태지와 아이들’의 1집 이후 댄스 음악이 주류 음악시장에 자리잡았다. 또한 이 앨범 이후 10대 청소년들도 음반 시장의 주요 구매층으로 편입되었다. 데뷔 앨범의 큰 성공 이후, 서태지와 아이들은 대한민국 아이돌 스타의 원조격이 되었다.
뮤직 비디오로 제작된 곡은 〈난 알아요〉와 〈환상 속의 그대〉로 두 곡 모두 당시로서는 생소한 랩을 사용한 강한 비트의 댄스 곡이다. 이 외에도 〈너와 함께한 시간 속에서〉, 〈이 밤이 깊어가지만〉 등의 발라드 곡도 팬들의 큰 사랑을 받았다.

### 재발매판
2007년 발매된 서태지 15주년 기념 박스세트에 포함된 버전이 2009년에 또 다시 개별적으로 재발매되었다. 앨범의 히든트랙으로는 《Live & Techno Mix》, 《Seotaiji Live Tour Zero》앨범에서 몇 곡이 선정되어 실렸고, 1992년 서태지와 아이들이 TV 출연했을 때 사용하던 〈난 알아요〉 음원도 수록되었다.

## 활동
서태지와 아이들의 1집은 170만 장 가량의 판매고를 기록했고, 이는 대한민국에서 데뷔 앨범으로는 가장 많이 팔린 앨범이다. 앨범 수록곡 전체가 50위 안에 포함되는 진기록을 세웠다.
첫 앨범을 발매한 서태지와 아이들은 1992년 4월 11일 당시 방송 중이던 MBC의 연예정보 프로그램 〈TV 특종연예〉의 코너 중 하나였던 〈신곡무대〉시간으로 당시 가수로 데뷔했던 현재의 코미디언 지석진 등과 함께 소개되며 첫 TV출연을 하게 된다. 이 날 방송에는 작곡가 하광훈, 작사가 양인자, 가수 전영록, 연예평론가 이상벽이 출연해 신곡을 듣고 평가의 말과 함께 점수를 매기던 방식으로 진행됐는데, 평균 7.8점을 받게 되었다. 하지만 이 방송이 기폭제가 되어 ‘서태지와 아이들’이라는 이름을 알리게 된다. 한편 2011년 SBS E!의 프로그램 《컴백쇼 톱10》에 이주노가 출연했는데, 이 날 같이 출연한 하광훈은 19년만에 당시 방송을 언급하며 "당시 프로그램에서 본인은 10점 만점에 7점대 이상을 줄 수 없었으며, 점수를 약하게 주며 가수들에게 박하게 하는 게 콘셉트여서 어쩔 수 없었다"라는 발언을 남기기도 했다.
6월에는 여론조사기관인 리서치 앤 리서치에서 진행한 서울지역 무작위 추출로 15세 이상 남여 3백여 명 대상 전화 설문조사에서 서태지와 아이들이 1992년 상반기 신인가수 부문 1위를 차지했다. 7월 24일에는 멤버 이주노가 급성 맹장염으로 서울 구로구 성 베드로 병원에서 수술을 받는 바람에 활동을 중단하게 되었으며, 또한 이 시기에 매니저인 유대영과 결별하고 반도음반과 직할 체계를 갖추게 된다. 그리고 8월 11일에는 SBS 인기가요에 출연하면서 팀이 이주노의 맹장 수술 이후 방송 복귀를 하게 된다. 8월 14일에는 MBC 라디오의 <가요선정위원회>에서 7월 25일 이후 수차례 라디오방송을 펑크냈다는 이유로 서태지와 아이들에 대해 무기한 출연정지 조치를 하고 그들의 노래를 방송에 내보내지 않기로 결정한다.
8월 16일 오후 1시, 서울 잠실올림픽체조경기장에서 최초의 단독 콘서트가 열렸으며 6천~1만명의 관객들이 열광했다. 1집 활동 기간 동안 서태지와 아이들은 꾸준히 콘서트를 열었으며, 공연 실황을 편집하여 《Live & Techno Mix》 앨범으로 발매하였다. 서태지와 함께 시나위에서 활동한 신대철이 기타 세션으로, 서태지의 단짝친구로 알려진 김종서가 코러스로 참여했다.
이 인기에 힘입어 서태지와 아이들은 1992년 TV저널 올해의 스타상 대상, 서울가요대상 올해의 가수상과 최고 인기가수상, 골든디스크 본상, KBS 가요대상 15대 가수상, MBC 10대 가수가요제 최고 인기가요상과 신인가수상, SBS 가요대전 대상을 수상하는 영광을 갖게 된다.

## 수록곡 목록

### CD
- 전체 편곡: 서태지

| #             | 제목                              | 작사          | 작곡                    | 재생 시간 |
| ------------- | --------------------------------- | ------------- | ----------------------- | --------- |
| 1.            | Yo! Taiji!                        |               | 서태지                  | 0:39      |
| 2.            | 난 알아요 (Club Mix)              | 서태지        | 서태지                  | 3:48      |
| 3.            | 환상 속의 그대                    | 서태지        | 서태지                  | 4:25      |
| 4.            | 너와 함께한 시간 속에서           | 서태지        | 서태지                  | 4:21      |
| 5.            | 이밤이 깊어가지만                 | 양현석        | 서태지                  | 3:54      |
| 6.            | 내 모든 것 (Live Mix)             | 서태지        | 서태지                  | 4:49      |
| 7.            | 이제는                            | 서태지        | 서태지                  | 4:18      |
| 8.            | Blind Love (English Version)      | William. B    | 서태지                  | 3:58      |
| 9.            | Rock'N Roll Dance ('92 Heavy Mix) | 서태지        | 앵거스 영 (Angus Young) | 3:11      |
| 10.           | Missing                           |               | 서태지                  | 1:08      |
| 총 재생 시간: | 총 재생 시간:                     | 총 재생 시간: | 총 재생 시간:           | 33:34     |

| #   | 제목                                     | 작사·작곡 | {{{기타정보}}} | 재생 시간 |
| --- | ---------------------------------------- | --------- | -------------- | --------- |
| 1.  | Yo! Taiji!                               |           | 서태지         | 0:39      |
| 2.  | 난 알아요 (Club Mix)                     |           | 서태지         | 3:48      |
| 3.  | 환상 속의 그대                           |           | 서태지         | 4:25      |
| 4.  | 너와 함께한 시간 속에서                  |           | 서태지         | 4:21      |
| 5.  | 이밤이 깊어가지만                        |           | 서태지         | 3:54      |
| 6.  | 내 모든 것 (Live Mix)                    | 서태지    | 서태지         | 4:49      |
| 7.  | 이제는                                   |           | 서태지         | 4:18      |
| 8.  | Blind Love (English Version)             |           | 서태지         | 3:58      |
| 9.  | Rock'N Roll Dance ('92 Heavy Mix)        |           | 서태지         | 3:11      |
| 10. | Missing                                  |           | 서태지         | 1:08      |
| 11. | 환상속의 그대 Part 3 (Live & Techno Mix) |           |                | 3:43      |
| 12. | 이 밤이 깊어가지만 (Live & Techno Mix)   |           |                | 5:14      |
| 13. | Rock'N Roll Dance (Live & Techno Mix)    |           |                | 5:16      |
| 14. | 난 알아요 ('04 Zero Live)                |           |                | 4:26      |
| 15. | 92 난 알아요 (TV Edit)                   |           |                | 3:24      |

### LP, TAPE
| #             | 제목                   | 작사·작곡     | 편곡          | 재생 시간 |
| ------------- | ---------------------- | ------------- | ------------- | --------- |
| 1.            | Yo! Taiji!             | 서태지        | 서태지        | 0:39      |
| 2.            | 난 알아요(Club Mix)    | 서태지        | 서태지        | 3:48      |
| 3.            | 환상속의 그대          | 서태지        | 서태지        | 4:25      |
| 4.            | 너와 함께한 시간속에서 | 서태지        | 서태지        | 4:21      |
| 5.            | 이밤이 깊어가지만      |               | 서태지        | 3:54      |
| 총 재생 시간: | 총 재생 시간:          | 총 재생 시간: | 총 재생 시간: | 16:14     |

| #             | 제목                              | 작사·작곡     | 편곡          | 재생 시간 |
| ------------- | --------------------------------- | ------------- | ------------- | --------- |
| 1.            | 내 모든것(Live Mix)               | 서태지        | 서태지        | 4:49      |
| 2.            | 이제는                            | 서태지        | 서태지        | 4:18      |
| 3.            | Blind Love (English Version)      |               | 서태지        | 3:58      |
| 4.            | Rock'N Roll Dance ('92 Heavy Mix) |               | 서태지        | 3:11      |
| 5.            | Missing                           |               | 서태지        | 1:08      |
| 총 재생 시간: | 총 재생 시간:                     | 총 재생 시간: | 총 재생 시간: | 17:24     |

## 수록곡 설명
- Yo! Taiji! : 도입부 연주곡으로, 정규 앨범때마다 그 앨범의 성격을 단적으로 보여주는 예고편 역할을 한다.
- 난 알아요 : 첫 번째 뮤직비디오 발표곡. 2002년 ETPFEST 공연때 10주년을 기념하여 Rock 버전으로 편곡하여 부른 적이 있으며 04' ZERO LIVE에서 10주년때의 Rock 버전을 좀 더 매끄럽게 편곡하여 불렀다.
- 환상속의 그대 : 두 번째 뮤직 비디오 발표곡. 2000 - 2001 태지의 화 공연때 Rock 버전으로 편곡하여 불렀다. 2018년에는 장기하와 얼굴들이 자신들의 5집 음반 《mono》의 타이틀곡 〈그건 니 생각이고〉에서 이 곡 가사의 일부분인 '그대의 머리 위를 뛰어다니는'을 차용해서 삽입하기도 했으며 탤런트 권오중이 안무를 제작하기도[13] 했다.
- 너와 함께한 시간 속에서 : 감성적인 발라드 곡으로, 2001년 서태지가 발표한 라이브 앨범 《태지의 화》의 마지막 곡이기도 하다. 뫼비우스 2009 공연에서는 록버전으로 편곡하여 불렀다.
- 이밤이 깊어가지만 : 서태지와 아이들 멤버인 양현석이 작사하였으며 제로투어 04' 공연에서 록버전으로 편곡하여 불렀다.
- 내 모든 것: 2013년 tvN의 드라마 응답하라 1994에 삽입되었다. 2014 - 2015 콰이어트 나이트 공연에서 Rock 버전으로 편곡하여 불렀다.
- 이제는: 감성적인 발라드 곡으로 95' 다른 하늘이 열리고 공연에서는 2집 수록곡 너에게 와 합쳐져 아름다운 하나의 발라드곡으로 재탄생하였으며 ETPFEST 2008 에서는 록버전으로 편곡하여 불렀다.
- Blind Love : 난 알아요의 영어 버전이다. 서태지와 아이들 때의 각종 공연에서는 난 알아요의 가사와 섞어서 부르기도 했다.
- Rock'N Roll Dance : 9집 Intro와 함께 서태지가 작곡하지 않은 곡이다. 2000 - 2001 태지의 화 공연에서 Rock 버전을 선보였다.
- Missing : 연주곡으로 테이프의 A면과 B면의 길이 조정을 위해 삽입되었다.

## 제작진
- 이 목록은 해당 앨범의 부클릿에서 발췌하였다.[14]

서태지와 아이들
- 서태지: 랩, 보컬, 작사(트랙 5 제외)·작곡(트랙 9 제외)·편곡, 컴퓨터 프로그래밍, 전기기타(2, 3, 8), 신시사이저, 녹음 기술자
- 양현석: 작사(트랙 5), 랩, 코러스, 안무
- 이주노: 랩, 코러스, 안무

참여 음악인
- 신대철: 기타(9)
- 손무현: 기타(6)
- 김종서: 코러스
- 장혜진: 코러스
- 이정식: 색소폰

스탭
- 유대영: 프로듀서
- 서상환: 녹음 기술자
- 테크노 믹스 (Techno Mix): 제작사
- 최성원: 앨범 커버 디자이너
- G-Studio: 포토 스튜디오

2007/2009 리마스터링 재발매판
- 서태지: 프로듀서, 이그제큐티브 프로듀서
- Tower Mastering studio(로스엔젤레스), Techno-T studio: 마스터링 스튜디오